# دنیل پتری
دنیل پتری (انگلیسی: Daniel Petrie; ۲۶ نوامبر ۱۹۲۰ – ۲۲ اوت ۲۰۰۴) کارگردان فیلم، و تهیه‌کننده فیلم اهل کانادا بود.
وی برندهٔ جوایزی همچون جایزه امی ساعات پربیننده و جایزه انجمن کارگردانان آمریکا شده‌است.

## فیلم‌شناسی
- پسر خلیج
- دژ آپاچی، برانکس
- نجات غریق
- رستاخیز
- موشک جبل طارق